# Thor il conquistatore
Thor il conquistatore è un film del 1983, diretto da Tonino Ricci con lo pseudonimo di Anthony Richmond. Appartiene al filone dello sword and sorcery.

## Trama
In una preistoria mitica, Thor viene allevato dal mago Etna dopo che i suoi genitori, Knut e Sheeba, sono stati uccisi dal perfido Gnut, capo di una banda di predoni.
Grazie agli insegnamenti del suo mentore, Thor diventa un abile guerriero e parte alla ricerca di un regno da governare e del leggendario seme d'oro, il grano con il quale sfamare il popolo degli uomini. Dopo aver affrontato diverse prove, arriva in un pacifico villaggio di contadini che lo accoglie con tutti gli onori sperando che egli riesca a liberarli dalle vessazioni di Gnut, l'eroe viene catturato e accecato.
Con l'aiuto del dio The-Shan, che gli fa recuperare la vista e gli dona un cavallo - animale sconosciuto agli uomini -, Thor riuscirà a mettere in fuga i nemici e uccidere il suo rivale, liberando così il pacifico villaggio. Ma sulla Terra non ci sarà mai la pace...